# Shokugeki no Soma

Shokugeki no Soma (食戟のソーマ, Shokugeki no Sōma), também conhecido como Food Wars, é uma série de mangá escrita por Yūto Tsukuda e ilustrada por Shun Saeki. Desde o Capítulo 5, conta também com a colaboração de Yuki Morisaki, modelo e chef culinária que providencia as receitas para a série. Capítulos individuais do mangá foram lançados na Weekly Shōnen Jump desde 26 de Novembro de 2012, com volumes tankōbon sendo lançados pela editora Shueisha.
Uma adaptação de anime do estúdio JCStaff foi ao ar entre 3 de abril e 25 de setembro de 2015. A segunda temporada chamada "Segundo Prato" foi ao ar entre 2 de julho e 24 de setembro de 2016. A terceira temporada, conhecido como "Terceiro Prato" foi ao ar entre 4 de outubro e 20 de dezembro de 2017, e a segunda metade foi ao ar entre 9 de abril de 2018 e 25 de junho de 2018. A quarta temporada "Quarto Prato" está programado para estrear em 11 de outubro de 2019.

## Enredo
Shokugeki no Soma conta a história de um garoto chamado Sōma Yukihira, cujo sonho é se tornar um chef em tempo integral no restaurante de seu pai e superar suas habilidades culinárias. Mas, assim que Sōma se gradua no Ensino Fundamental, seu pai, Jōichirō Yukihira, fecha o restaurante para cozinhar na América. No entanto, o espírito de luta de Sōma é reacendido por um desafio de Jōichirō: se graduar na Academia de Culinária Tōtsuki, uma escola de culinária de elite, onde menos de 1% dos estudantes se graduam, e onde qualquer disputa entre alunos pode ser decidida pelo resultado de duelos culinários chamados Shokugeki. Conseguirá Sōma sobreviver?

## Personagens

### Personagens principais
- Soma Yukihira (幸平 创真, Yukihira Sōma)

Voz de: Yūki Ono (vomic) / Yoshitsugu Matsuoka
O filho de Jōichirō Yukihira, trabalhou no restaurante de seu pai, o Restaurante Yukihira, até seu fechamento. Como o protagonista principal do mangá, Sōma usa todo seu talento na escola de elite para se tornar o melhor chef do mundo, mesmo com forte discriminação dos alunos da academia por sua origem humilde. É atualmente um estudante na Academia de Culinária Tōtsuki e um residente do Dormitório Estrela Polar.
- Erina Nakiri (薙切 えりな, Nakiri Erina)

Voz de: Mai Nakahara (vomic) / Risa Taneda
Uma das heroínas e às vezes rival de Sōma Yukihira na série. Devido a seu status como membro de uma das famílias de maior prestígio da classe alta japonesa na indústria alimentar, a Família Nakiri, Erina muitas vezes menospreza quem considera como "comum", devido a sua família de alta linhagem. Tem uma reputação temível por sua Língua de Deus, uma habilidade de nascença que a permite provar qualquer alimento e descrever precisamente o seu sabor. Devido a essa habilidade, Erina é capaz de desqualificar qualquer pessoa cujo prato tenha um gosto "ruim" e sua crítica ruim pode destruir a reputação dos mais renomados chefs do mundo. Ela também ocupa o décimo lugar da Elite 10 na Academia de Culinária Tōtsuki e usa sua posição para julgar o prato de um aluno com base em seus antecedentes familiares e status.
- Megumi Tadokoro (田 所恵, Tadokoro Megumi)

Voz de: Minami Takahashi
Uma das heroínas do mangá. Originária de uma pequena cidade costeira na região de Tōhoku no Japão, Megumi foi para a Academia de Culinária Tōtsuki para se tornar uma chef e deixar sua família orgulhosa. Infelizmente, mesmo com suas habilidades na culinária, a pouca habilidade social de Megumi e sua extrema demofobia tiraram o melhor dela e ela tem que confiar em alguém próximo a ela, possivelmente devido ao seu  status e origem humildes. No entanto, depois de Sōma testemunhar suas incríveis habilidades culinárias e método criativo de cozinhar, Megumi se torna sua parceira auxiliar e amiga durante a série.
- Takumi Aldini (タクミ・アルディーニ, Takumi Arudīni)

Voz de: Natsuki Hanae
O sobrinho mais velho do dono da Trattoria Aldini, uma trattoria (restaurante de estilo familiar) localizada em Florença, na Itália. Ele é meio japonês, mas, ao contrário de seu irmão gêmeo Isami, parece mais europeu - com cabelos loiros e olhos azuis - e é conhecido por ser extremamente bonito, tendo fãs na Academia Tōtsuki e sua cidade natal. Se matriculou na Tōtsuki a pedido de seu tio junto com Isami. Sua especialidade é a culinária italiana, embora mantenha uma visão ampla que lhe permita incorporar ingredientes e métodos de outros estilos culinários para criar pratos inventivos, como Sōma.

### Dormitório Estrela Polar ( Kyokusei)
- Fumio Daimido (大御堂 ふみ緒, Daimidō Fumio)

Fumio é uma senhora idosa de cabelos loiros (quando penteados para trás aparentam ser grisalhos). Ela é a diretora do Dormitório Estrela Polar e é responsável por administrar o teste culinário para todos os alunos que tentam ingressar no dormitório. Em sua primeira aparição ela parece ser intimidante e severa, mas com o passar do tempo ela se mostra uma figura maternal e carinhosa para com os alunos do Estrela Polar. Fica muito feliz em ver que seis alunos do Estrela Polar disputarão as Eleições de Outono (Sōma chega às finais enquanto Shun e Megumi são eliminados nas preliminares), pois acredita que isso pode significar o retorno do Estrela Polar à sua Era de Ouro. Possui um certo problema com bebidas alcoólicas.
Fumio se orgulha das últimas conquistas do dormitório, da época em que Gin Dojima e Jōichirō Saiba representaram o dormitório ocupando o primeiro e o segundo lugar da Elite 10. Ela ainda mantém contato com Gin e é visitada por Jōichirō esporadicamente. Ela se surpreende ao descobrir que Soma é filho de Jōichirō e, por isso, se importa com Sōma em sua busca por uma posição entre os melhores da Academia de Culinária Tōtsuki.
- Satoshi Isshiki (一色 慧, Isshiki Satoshi)

Voz de: Takahiro Sakurai
Ocupante do sétimo lugar na Elite 10 da Academia, especialista na culinária tradicional japonesa, por o filho mais velho da famosa Família Isshiki, dona de um restaurante japonês tradicional. Tem o costume de andar pelo dormitório nu ou com pouca roupa, o que leva a muitas situações cômicas durante a série.
- Yūki Yoshino (吉野 悠 姫, Yoshino Yūki)

Uma garota de personalidade alegre, animada e às vezes infantil. Especialista no uso de carnes de animais selvagens, como cervos, gansos e javalis.
- Ryōko Sakaki (榊 凉子, Sakaki Ryōko)

Comparada a seus colegas de dormitório mais excêntricos, é uma garota de personalidade muito mais madura e gentil, considerada pelos outros alunos como uma "irmã mais velha". Especialista no uso de kōji, um tipo especial de arroz fermentado japonês usado como base de muitos pratos tradicionais. 
- Shun Ibusaki (伊 武 崎 峻, Ibusaki Shun)

Menos energético que os outros membros do dormitório, é um garoto de poucas palavras. Especialista em pratos feitos com ingredientes defumados.
- Zenji Marui (丸 井 善 二, Marui Zenji)

Extremamente inteligente e um dos alunos mais academicamente dotados de sua classe, porém comicamente fraco e facilmente exausto. Sem um talento natural excepcional para a culinária, Zenji se mantém no nível dos gênios e prodígios de sua classe devotando-se ao estudo e aplicação da literatura sobre a culinária gourmet.
- Daigo Aoki (青木 大吾, Aoki Daigo)

Aparece pela primeira vez no capítulo 7 do mangá, porém seu nome só é revelado no Volume 9, em páginas extras. É constantemente visto brigando com Shōji.
- Shoji Sato (佐藤 昭二, Satō Shōji)

Como Daigo, aparece pela primeira vez no capítulo 7 do mangá, porém seu nome só é revelado no Volume 9 em páginas extras.

### Academia de Culinária Tōtsuki

#### Primeiro Ano (92ª Geração)
- Isami Aldini (イサミ・アルディーニ, Isami Aldini)

Voz de: Yūki Ono
Irmão gêmeo mais novo de Takumi Aldini, possui uma personalidade muito mais calma e pacífica que a de seu irmão. Curiosamente, sua aparência muda drasticamente ao longo do ano, aumentando de peso durante o inverno e perdendo-o no verão, quando então é possível perceber melhor a semelhança entre os irmãos. Como Takumi, é especialista na culinária italiana fundida com características da culinária japonesa, apesar de confessar que Takumi é melhor como chef.
- Ikumi Mito (水戸 郁魅, Mito Ikumi)

Voz de: Shizuka Ishigami
Também conhecida como Nikumi (apelido que detesta, uma fusão de seu nome com a palavra niku, carne), Ikumi é mestra em fazer bifes e outros pratos a base de carne. Vem de uma família onde o pai a obrigou a renunciar qualquer demonstração de cordialidade ou bondade para que ela pudesse apenas se concentrar em se tornar o próximo chefe do grupo Mito, uma distribuidora maciça de carne da qual é a única herdeira. É vista pela primeira vez como uma associada de Erina Nakiri, durante a tentativa de assumir a Sociedade de Pesquisa do Donburi, embora não tenha se envolvido em nenhum Shokugeki para obter o clube (ela alegou que Kanichi, o único membro do grupo, perderia para ela de qualquer forma).
Seu comportamento insensível leva Sōma a desafiá-la para um Shokugeki cuja temática é don, sob a condição de que ela se juntaria à Sociedade de Pesquisa do Donburi se perdesse. Embora use carnes de alta qualidade para o desafio, ela é derrotada por Sōma, pois seu prato era tão bem elaborado com relação às carnes que os juízes não conseguiram comer a porção de arroz que ficava na parte de baixo da tigela. Sendo assim Ikumi é forçada a juntar-se à Sociedade de Pesquisa do Donburi e aprende a cozinhar don, tanto que disputa as Eleições de Outono apresentando um prato nesse formato, mas é eliminada nas preliminares por Kurokiba. Tem uma queda por Sōma e alega que ele é o único que está autorizado a chamá-la de "Nikumi". O talento de Ikumi com carne encontra-se em seus lábios incrivelmente sensíveis, permitindo-lhe avaliar com precisão a temperatura da carne com apenas uma única prova. Ela também utiliza apenas carne de grau A5, um tipo de carne tão macio que nem necessita ser mastigado.
- Alice Nakiri (薙切 アリス, Nakiri Arisu)

Prima materna de Erina Nakiri, passou grande parte da vida na Dinamarca, onde tornou-se uma das maiores especialistas em gastronomia molecular, com apenas nove anos de idade.
- Ryo Kurokiba (黒木場 リョウ, Kurokiba Ryō)

Assistente de Alice Nakiri, é normalmente muito lento e preguiçoso, porém adquire uma personalidade completamente oposta quando coloca sua bandana favorita antes de cozinhar. Especialista no uso de frutos do mar, principalmente crustáceos, como lagostas.
- Akira Hayama (葉山 アキラ, Hayama Akira)

Assistente de Jun Shiomi, uma professora na Academia que o adotou quando criança. Possui um olfato extremamente preciso, que utiliza na criação de pratos altamente aromáticos.
- Hisako Arato (新戸 緋沙子, Arato Hisako)

Voz de: Saori Ōnishi
Secretária de Erina Nakiri, está sempre ao seu lado.Se especializa na utilização de ingredientes medicinais chineses tradicionais em seus pratos.
- Subaru Mimasaka (美作 昴, Mimasaka Subaru)

Introduzido como um oponente durante as Eleições de Outono, é capaz de imitar perfeitamente os hábitos e estilo de cozinhar de seus oponentes. 
- Urara Kawashima (川島 麗, Kawashima Urara)

Ídolo popular na Academia, costuma ser a mestra de cerimônias em muitos dos grandes eventos da academia.
- Yua Sasaki (佐々木 由愛, Sasaki Yua)

Como Urara Kawashima, é mestra de cerimônias em muitos eventos importantes dentro da Tōtsuki.
- Nao Sadatsuka (貞塚 ナオ, Sadatsuka Nao)

Possui uma afeição obsessiva por Erina Nakiri. Prefere usar ingredientes de odor forte e mal-cheiroso, mas que surpreendentemente acabam resultando em pratos deliciosos.
- Miyoko Hojo (北条 美代子, Hōjō Miyoko)

Herdeira do restaurante Hōjōrō, domina a culinária chinesa.
- Mitsuru Sōtsuda (早津田みつる, Sōtsuda Mitsuru)

#### Segundo Ano (91ª Geração)
- Satoshi Isshiki

- Etsuya Eizan (叡山 枝津也, Eizan Etsuya)

Membro da Elite 10 da Academia.
- Kanichi Konishi (小西 寛一, Konishi Kanichi)

Presidente da Sociedade de Pesquisa do Donburi.
- Kiyoshi Godabayashi (豪田林 清志, Gōdabayashi Kiyoshi)

### Conselho e Diretoria da Academia de Culinária Tōtsuki
- Senzaemon Nakiri (薙切 仙左衛門, Nakiri Senzaemon)

O grande comandante da Academia. Avô de Erina e Alice e sogro de Leonora.
- Roland Chapelle (ローラン・シャペル, Roran Shaperu)

- Fumio Daimidō

- Jun Shiomi (汐見 潤, Shiomi Jun)

- Takao Miyazato (宮里 隆夫, Miyazato Takao)

### Alunos Formados da Academia de Culinária Tōtsuki
- Jōichirō Saiba

- Kojiro Shinomiya (四宮 小次郎, Shinomiya Kojirō)

- Gin Dojima (堂島 銀, Dōjima Gin)

- Taki Tsunozaki (角崎 瀧, Tsunozaki Taki)

- Hinako Inui (乾 日向子, Inui Hinako)

- Fuyumi Mizuhara (水原 冬美, Mizuhara Fuyumi)

- Sonoka Kikuchi (木久知 園果, Kikuchi Sonoka)

- Donato Gotoda (ドナート 梧桐田, Donato Gotōda)

- Hitoshi Sekimori (関守 平, Sekimori Hitoshi)

### Elite dos Dez(Antiga)
- Tsukasa Eishi

Ocupava a 1°Cadeira
- Rindou Kobayashi

Ocupava a 2°Cadeira
- Tosuke Megishima

Ocupava a 3°Cadeira
- Momo Akanegakubo

Ocupava a 4°Cadeira
- Somei Saito

Ocupava a 5°Cadeira
- Nene Kinokuni

Ocupava a 6ªCadeira
- Satoshi Isshiki

Ocupava a 7ªcadeira.
- Julio Shiratsu

Ocupava a 8ªcadeira.
- Etsuya Eizan

Ocupava a 9ªcadeira.
- Erina Nakiri

Ocupava a 10ªcadeira.

### Outros Personagens
- Joichiro Yukihira (幸平 城一郎, Yukihira Jōichirō)

Voz de: Rikiya Koyama (vomic)
Também atende pelo nome de Jōichirō Saiba (才波 城一郎, Saiba Jōichirō). É viúvo e pai de Soma além de proprietário e chef do Restaurante Yukihira, contando sempre com o apoio de Soma. O nome de sua esposa falecida nunca é citado, nem mesmo a aparência dela é demonstrada.
- Leonora Nakiri (薙切 レオノーラ, Nakiri Reonōra)

Mãe de Alice e nora de Senzaemon.
- Mayumi Kurase (倉瀬 真由美, Kurase Mayumi)

Amiga de Soma desde o jardim de infância, frequentava regularmente o Restaurante Yukihira antes deste fechar o estabelecimento e ir para os Estados Unidos e de Soma ingresses na Academia de Culinária Tootsuki. Demonstrar ter uma queda por Soma e lamenta por não poder vê-lo frequentemente. Chega a visitá-lo na véspera do confronto contra Subaru.
- Yaeko Minegasaki (峰ヶ崎 八重子, Minegasaki Yaeko)

Mulher de negócios impiedosa que queria adquirir o Restaurante Yukihira para destruí-lo e prosseguir com a construção de casas para sua empresa. Soma, que recusara aceitar o restaurante de seu pai fechado, é desafiado por ela: se ele conseguisse preparar um prato que a satisfizesse ela nunca mais tentaria adquirir o restaurante. Soma conseguiu realizar tal façanha, fazendo com que Minegasaki e seus três auxiliares tivesse um foodgasm. Apareceu apenas no primeiro capítulo do mangá e nunca mais apareceu.

## Mídia

### Mangá
O mangá começou como um one-shot na revista Jump Next!, da editora Shueisha em abril de 2012 e, em seguida, começou como uma série na Weekly Shōnen Jump em 26 de novembro de 2012, terminando em 17 de junho de 2019, com 36 volumes lançados em formato tankobon. Recebendo mais três capítulos extras intitulado Shokugeki no Soma: Le dessert publicado na revista Jump Giga desde 27 de junho a 4 de outubro de 2019 Durante o o evento "Anime no Orion 2019", que aconteceu em São José dos Campos a editora Panini anunciou a publicação para o mês de maio de 2019. Atualmente o Mangá já conta com 13 volumes lançados no Brasil.
Uma série spin-off intitulada Shokugeki no Soma: L'étoile foi incluido no site e no aplicativo Jump + no dia 20 de fevereiro de 2015 a 21 de junho de 2019, contendo oito volumes em formato tankōbon. Sua história canônica é apresenta por Kojirō Shinomiya como protagonista principal, focando em sua vida após a Academia de Culinária Tōtsuki e nos eventos após o arco Campo de Treinamento.

### Light Novels
O primeiro spin-off da série intitulada Shokugeki no Soma ~à la carte~ (食戟のソーマ ア・ラ・カルト, Shokugeki no Sōma A Ra Karuto) é uma light novel publicado pela Shueisha de 4 de fevereiro de 2014 a 3 de abril de 2015. Sua história canônica é apresenta por vários personagens da série trocando-os em cada capítulo.
A segunda light novel da série chamada Shokugeki no Soma ~ Fratelli Aldini ~ (食戟のソーマ, Shokugeki no Sōma ~Fratelli Aldini~) publicada pela Sueisha em 2 de outubro de 2015, conta a história dos irmãos Italianos, Takumi e Isami Aldini.

### Anime
Uma adaptação de anime foi anunciada em outubro de 2014 pela Shueisha. Anunciou Sendo animada pela JC Staff, com a direção de Yoshitomo Yonetani e Shogo Yasukawa como roteirista.
No Brasil e em Portugal, o anime está disponível, com todas as suas temporadas legendada, na Crunchyroll.

#### 1ª Temporada
Nos primeiros catorze episódios, da primeira temporada. O tema de abertura do programa foi "Kibō no Uta" (希望の唄) da banda Ultra Tower e o encerramento foi "Spice" (スパイス, Supaisu) da Tokyo Karankoron. Nos episódios seguintes a musica-tema de abertura "Raijingu Reinbō" (ライジングレインボウ) da banda Misokkasu e a muscia tema final foi "Sacchan no Sekushī Karē" (さっちゃんのセクシーカレー) pela Seiko Oomori.

#### 2ª Temporada
A segunda temporada com 13 episódios, intitulada Shokugeki no Soma: Segundo Prato (食戟のソーマ 弍ノ皿, Shokugeki no Sōma: Ni no Sara) foi ao ar entre 2 de julho a 24 de setembro de 2016. O tema de abertura foi  "Rough Diamonds" da dupla SCREEN mode, e o encerramento foi "Snowdrop" (スノードロップ) da banda nano.RIPE.

#### 3ª Temporada
A primeira metade, 12 episódios, da terceira temporada, intitulada Shokugeki no Soma: Terceiro Prato (食戟のソーマ 餐ノ皿, Shokugeki no Souma: San no Sara), foi exibido entre 4 de outubro a 19 de dezembro de 2017. A música-tema de abertura foi "Braver", do cantor Zaq e o encerramento "Kyokyo Jitsujitsu" (虚虚実実) da banda nano.RIPE. Depois de seu hiato a terceira temporada retornou no dia 8 de abril a 25 de junho de 2018 com mais 12 episódios, sendo sua abertura "Symbol" (シンボル) da banda Luck Life e a música-tema final "Atoria" (アトリア) da banda Fo'xTails.

#### 4ª temporada
Revelado pelo próprio mangá, a quarta temporada intitulada Shokugeki no Soma: Quarto Prato (食戟のソーマ 神ノ皿, Shokugeki no Souma: Shin no Sara) estreou em 11 de outubro de 2019. A musica tema de abertura será "Chronos" pelo cantor Stereo Dive Foundation e a musica-tema de encerramento é "Emblem" pela, desta vez, dupla nano.RIPE.

#### 5º temporada
A última temporada intitulada Shokugeki no Soma: Quinto Prato (食戟のソーマ 豪ノ皿, Shokugeki no Souma: Go no Sara) estreou em 10 de abril de 2020. Devido a pandemia do Covid-19 a partir do terceiro episódio, a série entrou em hiato retornando em julho do mesmo ano. As músicas são "Last Chapter" da dupla nano.RIPE na abertura e no encerramento será "Crossing Road" interpretada pela cantora Mai Fuchigami.

## Recepção
Em 2 de maio de 2018, foi revelado que o mangá atingiu a marca de 14 milhões de cópias impressas.

### Mangá
- «Site Oficial do Mangá» (em japonês). na revista Weekly Shōnen Jump
- «FOOD WARS, Shokugeki no Soma». na editora Panini
- Shokugeki no Soma (mangá) na enciclopédia do Anime News Network (em inglês)

### Anime
- «Site Oficial do Anime» (em japonês)
- Shokugeki no Soma (anime) na enciclopédia do Anime News Network (em inglês)
- Shokugeki no Soma Segundo Prato (anime) na enciclopédia do Anime News Network (em inglês)
- Shokugeki no Soma Terceiro Prato (anime) na enciclopédia do Anime News Network (em inglês)
- Shokugeki no Soma Quarto Prato (anime) na enciclopédia do Anime News Network (em inglês)